# Oșane, Vidin
Oșane (în bulgară Ошане) este un sat în comuna Belogradcik, regiunea Vidin,  Bulgaria. 

## Demografie
Componența etnică a satului Oșane
     Romi (16,17%)
     Bulgari (83,82%)
     Nicio identificare (0%)
     Altele (0%)
La recensământul din 2011, populația satului Oșane era de 68 locuitori. Din punct de vedere etnic, majoritatea locuitorilor (83,82%) erau bulgari, cu o minoritate de romi (16,17%). Pentru 0% din locuitori nu este cunoscută apartenența etnică.